# ال‌ال کول جی
جیمز تاد اسمیت (به انگلیسی: James Todd Smith) (زاده ۱۴ ژانویه ۱۹۶۸) که به اسم اِل‌اِل کول جی (انگلیسی: LL Cool J) شناخته می‌شود خواننده رپ ، کارآفرین و بازیگر آمریکایی است.

## فیلم‌شناسی
از فیلم‌هایی که اِل‌اِل کول جی در آن نقش آفرینی کرده می‌توان به اسباب بازی‌ها و سریال ان‌سی‌آی‌اس: لس‌آنجلس، مبارزه کینه، دریای آبی عمیق، بی.ای.پی.اس، در عمق زیاد و معامله اشاره کرد.